# Канаш-де-Санта-Мария
Кана́ш-де-Са́нта-Мари́я (порт. Canas de Santa Maria)  —  район в Португалии,  входит в округ Визеу. Является составной частью муниципалитета  Тондела. Находится в составе крупной городской агломерации Большое Визеу. По старому административному делению входил в провинцию Бейра-Алта. Входит в экономико-статистический  субрегион Дан-Лафойнш, который входит в Центральный регион. Население составляет 2020 человек на 2001 год. Занимает площадь 14,08 км².
Покровителем района считается Дева Мария. 